# Montaña Fireweed
 La montaña Fireweed es una prominente cima de 2.120 metros situada en las Montañas Wrangell, en el estado estadounidense de Alaska. La cima está situada en el parque nacional y Reserva de Wrangell-San Elías, inmediatamente al oeste del final del glaciar Kennicott, y a 8 km al oeste-noroeste de McCarthy. La escorrentía de las precipitaciones procedentes de los desagües de montaña de ocho millas de largo por cinco millas de ancho se dirige a los afluentes del río Chitina, que a su vez forma parte de la cuenca de drenaje del río Cobre. El nombre de la montaña fue dado en el decenio de 1920 por Molly Gilmore, residente de toda la vida en la zona de McCarthy, que a los 17 años dio nombre a la montaña por la abundancia de epilobio (Epilobium angustifolium) que crecían en ella después de los incendios forestales. Aunque la planta de epilobio es la flor más común y conocida de Alaska, no se conmemora en ninguna otra montaña de Alaska. El nombre de la montaña fue adoptado oficialmente en 1966 por la Junta de Nombres Geográficos de los Estados Unidos. En un día claro, la cima de la montaña Fireweed ofrece vistas del monte Blackburn al noroeste y de la montaña Regal al noreste. 

## Clima

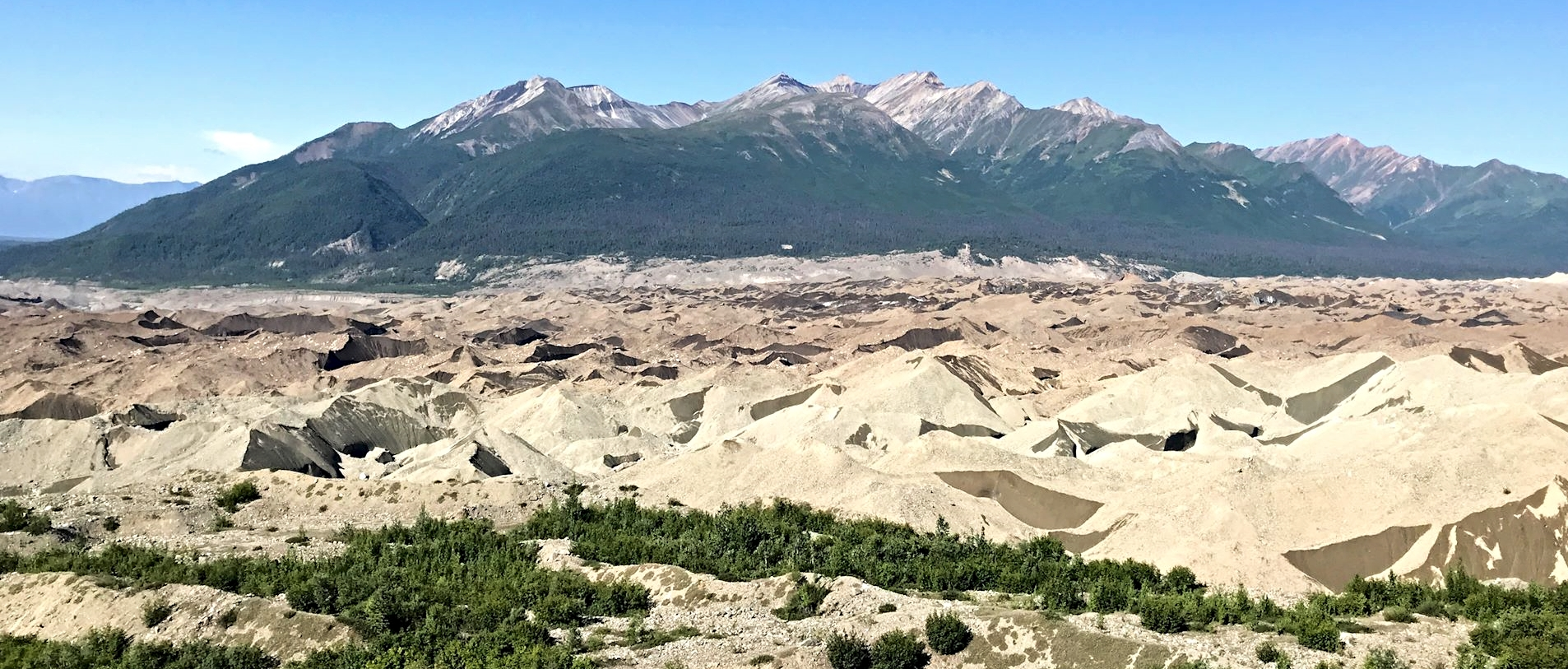
la montaña Fireweed al otro lado del glaciar Kennicott desde Kennecott

Según la clasificación climática de Köppen, la montaña Fireweed se encuentra en una zona climática subártica con inviernos largos, fríos y nevados y veranos frescos. Los sistemas meteorológicos que provienen del Golfo de Alaska son impulsados hacia arriba por las montañas Wrangell ( elevación orográfica ), lo que provoca fuertes precipitaciones en forma de lluvia y nevadas. Las temperaturas pueden caer por debajo de −20 °C con factores de enfriamiento del viento por debajo de −30 °C. Los meses de mayo a junio ofrecen el clima más favorable para la observación y la escalada. 